# Герен, Робер
Робе́р Гере́н (фр. Robert Guérin, 28 июня 1876 — 19 марта 1952) — французский журналист и спортивный функционер, первый президент ФИФА, занимал данную должность с 23 мая 1904 по 4 июня 1906 года. Был менеджером национальной сборной Франции с 1904 по 1906 года.
По основному виду деятельности, являлся журналистом, работал во французском издании «Ле Матэн», также был секретарём футбольного отделения Союза французских обществ атлетических видов спорта (фр. Union des sociétés françaises de sports athlétiques). Именно там он начал призывать к созданию единой футбольной организации, подкрепляя их публикациями в газете.
1 мая 1904 года Бельгия и Франция организовали первое международное соревнование, Герен воспользовался этим случаем, чтобы встретиться с представителями футбольных организаций и поговорить об объединении. На учредительном собрании 21 мая 1904 года была создана организация ФИФА, а на первом заседании этой структуры 23 мая Герена избрали президентом в возрасте 28 лет. Европейские союзы поддержали идею и стали присоединяться к ФИФА, через год Герен был переизбран в качестве президента повторно.
Однако ФИФА не удавалось организовать международный турнир, французский футбольный союз был разобщён, и Герен стал удаляться как от дел ФИФА, перекладывая всё большую часть на вице-президента Виктора Шнайдера, так и от дел национальной ассоциации. Он даже не присутствовал на третьем конгрессе ФИФА 1906 года в столице Швейцарии Берне, когда на его место был избран Дэниел Вулфолл.